# Adachiïta
L'adachiïta és un mineral de la classe dels silicats, que pertany al grup de la turmalina. Va rebre el nom del professor nonagenari Tomio Adachi (1923-), qui va investigar en profunditat la mina Kiura (Saiki, Japó), on va ser descoberta aquesta espècie.

## Propietats
L'adachiïta és un silicat amb fórmula CaFe₃Al₆(Si₅AlO18)(BO₃)₃(OH)₃(OH). Cristal·litza en el sistema trigonal formant cristalls prismàtics hexagonals de fins a 2 cm. El seu color és marró-porpra o blau-porpra, tot i que també es troba de color negre formant agregats massius. La seva duresa a l'escala de Mohs és 7. Encara no està classificat en cap grup dins de la classificació de Nickel-Strunz o dins de la classificació de Dana.

## Formació i jaciments
Es troba en filons hidrotermals que tallen dipòsits metamòrfic laterítics d'esmeril. Només se n'ha trobat adachaiïta al lloc on va ser descoberta, a la mina Kiura, Saiki, Prefectura d'Oita, Kyushu, Japó, una mina que va començar a explotar-se en el segle XVI o xvii. Sol trobar-se associada a altres minerals com margarita, clorita, diàspora i schorl.